# PTO–4
A PTO–4 (PTO – Post, Tooma, Org, a tervezők vezetéknevéből) észt kiképző és gyakorló repülőgép volt a második világháború idejéből.

## Története
A repülőgépet 1937-ben tervezte Voldemart Post, Rein Tooma és Otto Org (az ún. PON tervezőcsoport). A gépeket a tallinni Repülőgépjavító Műhelyben (Aviotöökoda) építették. Első felszállására 1938-ban került sor, a pontos dátum azonban nem ismert. Összesen nyolc repülőgépet építettek. A típust 1938 októberében rendszeresítették az Észt Hadsereg repülő ezredénél (Észt Légierő), ahol két darabot állítottak szolgálatba. Az elsőt 1938-ban 161-es oldalszámmal. A légierő a második gépet 1939. március 13-án  kapta meg. Ez a második, 162-es oldalszámú, PTO–4A típusjelzésű példány zárt pilótafülkével rendelkezett, az összes többi gép nyitott pilótafülkével készült. Később az Észt Repülőklub is kapott még hat példányt. A típus exportja is felmerült, sor került bemutató repülésre is Lettországban, de ez végül nem valósult meg.
Észtország 1940-es szovjet megszállása után a gépek szovjet fennhatóság alá kerültek. Három gépet a Vörös Hadsereg vett használatba, négy példányt az Oszoaviahim repülőklubja kapott meg. 1941-ben a német támadás miatt az Észtországot elhagyó Vörös Hadsereg a katonai használatban lévő gépeket a jägalai repülőtéren megsemmisítette, egy részét pedig magával vitte. A repülőklubnál használt gépeket az észt pilóták a szovjet csapatok kivonulásakor elrejtették, így négy gép fennmaradt, amelyeket az Észt Repülőklub használt tovább. Ezeket a gépeket 1942-be  használatba vette a német Luftwaffe észtekből álló Buschmann-különítménye, amely a Balti-tenger partvidékén őrjáratozásra használta őket. A gépeken megtartották az eredeti észt festést, de német jelzéseket festettek fel. Erre a célra azonban csak korlátozottan volt alkalmas a PTO–4, ezért később a gépeket a Luftwaffe liepājai repülőiskolájába vezényelték, majd a repülőiskola költözésével Pärnuba kerültek. Pärnu evakuálásakor a négy gépet a német csapatok magukkal vitték Németországba, a további sorsuk nem ismert, valószínűleg megsemmisültek.

## Műszaki jellemzői
Alsószárnyas elrendezésű, vegyes, fa- és fémépítésű repülőgép. Futóműve hagyományos, hárompontos. A futók nem behúzhatók. A főfutókon a kerekek helyére téli viszonyokhoz sítalpat lehetett szerelni. Pilótafülkéje nyitott, tandem elrendezésű. Egy példány azonban zárt pilótafülkével készült. A gépbe egy négyhengeres, soros elrendezésű, léghűtéses Gypsi Majos motort építettek.

## Műszaki adatok

### Geometriai méretek és tömegadatok
- Szárnyfesztáv: 10 m
- Hossz: 7,7 m
- Szárnyfelület: 16 m²
- Üres tömeg: 560 kg
- Felszálló tömeg: 850 kg

### Motor
- Motor: 1 db Gypsi Major négyhengeres soros benzinmotor
- Maximális motorteljesítmény: 97 kW (130 LE)

### Repülési jellemzők
- Legnagyobb sebesség: 245 km/h
- Maximális repülési magasság: 5000 m